# ميدان سنتغما
ميدان سنتغما هو الميدان الرئيسي في العاصمة اليونانية أثينة.
يقع مبنى البرلمان قرب الميدان. في الأعوام الأخيرة أصبح الميدان مركز تجمع للمتظاهرين ضد إجرائات التقشف بسبب أزمة الدين الحكومي.